# Утврђење „Јеринин град” у селу Белица
Утврђење „Јеринин град” у потесу „Град” налази се на тромеђи села Белица-Мишевић- Старо Село, на територији града Јагодина. Представља непокретно културно добро као археолошко налазиште, одлуком СО Светозарево бр. 011-70/85-01 од 27. јуна 1985. године.
Утврђење представља вишеслојно насеље које је основано у млађем неолиту. Осим неолитских слојева у оквиру утврђења има налаза из бронзаног доба, а потом трагова живљења из периода од 4. до 7. века као и остатака словенског насеља све до средњовековног периода 14. века. Претпоставља се да је ово утврђење било прво управно седиште средњовековне жупе Белице које се у писаним изворима први пут спомиње 1183. године.